# American Numismatic Association
La American Numismatic Association è un'associazione numismatica fondata a Chicago nel 1891 per opera di George F. Heath, con l'obiettivo di diffondere la conoscenza della numismatica negli aspetti educativi, storici e scientifici, oltre che accrescere l'interesse della numismatica come hobby.
La sede dell'ANA e del suo museo è a Colorado Springs, in Colorado.
Pubblica una rivista mensile, The Numismatist.

## Storia
George F. Heath, che abitava a Monroe, nel Michigan, migliorava la sua conoscenza della storia e del mondo studiando la sua collezione di monete. Il relativo isolamento della sua comunità era un ostacolo per ottenere taluni esemplari e gli rendeva difficile incontrare altri collezionisti di monete.
Nel 1888 pubblicò, stampò e distribuì un volantino di quattro pagine, NUMISMATIST, in cui elencò le monete che cercava, indicando i duplicati da vendere e discutendo di argomenti numismatici.
La nuova pubblicazione riscosse interesse tra altri collezionisti isolati. Data la crescita degli abbonati alla pubblicazione, si rese evidente la necessità di un'organizzazione nazionale. L'edizione del febbraio 1891 del Numismatist pubblico la seguente domanda: "Cosa serve per avere una American Numismatic Association?", seguita da un'affermazione: "Non esiste niente come una alleanza tra occupazioni affini per stimolare la crescita e l'interesse".
Il 7 e l'8 ottobre 1891, cinque persone — Heath, William G. Jerrems, David Harlowe, J.A. Heckelman e John Brydon — con 26 deleghe, si incontrarono a  Chicago assieme a 61 soci fondatori. Il risultato fu la creazione della American Numismatic Association. Da quell'incontro dell'ottobre 1891, la American Numismatic Association si è allargata fino a diventare la più grande organizzazione numismatica non-profit di questo tipo nel mondo.
Heath avanzò l'idea di convegni numismatici (Convention), dove i membri potessero avere contatti personali con altri numismatici. Il primo fu tenuto nel 1891.
Da allora i convegni furono tenuti ogni anno fino al 1895 e poi nel 1901 e nel 1904. Dopo la convention del 1907, tenutasi a Columbus, nell'Ohio, fu deciso che gli incontri avrebbero avuto cadenza annuale da allora in poi.
Il 16 giugno 1908 Heath morì improvvisamente. Farran Zerbe, che era allora il presidente, si fece carico di dirigere e pubblicare il "THE NUMISMATIST" e, come prima cosa, acquistò la testata dagli eredi di Heath. Nel 1911, grazie alla generosità di W.C.C. Wilson di Montréal, in Canada, il "THE NUMISMATIST" fu acquistato da Zerbe e donato alla ANA e da allora la rivista è proprietà della associazione che la pubblica con cadenza mensile.
La rilevanza nazionale fu ottenuta il 9 maggio 1912, quando all'Associazione è stata concessa un charter del governo federale, firmato dal presidente William H. Taft. Un emendamento per rendere la Charter permanente e permettere un consiglio più grande fu proposto nel 1962; l'emendamento fu votato dal Congresso e firmato dal presidente John F. Kennedy il 10 aprile 1962.

## Sede
La decisione di istituire una sede nazionale della ANA avvenne nel 1961. Come sede fu scelta Colorado Springs (Colorado) e la sua apertura ufficiale avvenne il 10 giugno 1967.
La struttura dell'ANA facility a Colorado Springs ospita la più grande biblioteca circolare di numismatica del mondo.  Libri e altri risorse sono date  in prestito ai membri che pagano solo le spese di spedizione e assicurazione.

## Museo della moneta dell'ANA
La struttura di Colorado ospita anche l'ANA Money Museum con oltre 250 000 oggetti che coprono l'intera storia della numismatica fin dalla prima invenzione della moneta.

## Board of Governors
L'ANA è gestita da un consiglio di 9 membri, il Board of Governors, composto da Presidente, Vicepresidente, e 7 Governors.

### Elenco dei  presidenti
1. William G. Jerrems Jr., 1891–1892
2. George F. Heath, 1892–1894
3. August G. Heaton, 1894–1899
4. Joseph Hooper, 1899–1902
5. Benjamin P. Wright, 1902–1905
6. Albert R. Frey, 1905–1908
7. Farran Zerbe, 1908–1910
8. John M. Henderson, 1910–1912
9. Judson P. Brenner, 1912–1914
10. Frank G. Duffield, 1914–1915
11. Henry O. Granberg, 1915–1917
12. Carl Wurtzbach, 1917–1919
13. Waldo C. Moore, 1919–1921
14. Moritz Wormser, 1921–1926
15. Harry H. Yawger, 1926–1927
16. Charles Markus, 1927–1930
17. George J. Bauer, 1930–1932
18. Alden Scott Boyer, 1932–1933
19. Nelson T. Thorson, 1933–1935
20. T. James Clarke, 1935–1937
21. J. Henri Ripstra, 1937–1939
22. L.W. Hoffecker, 1939–1941
23. J. Douglas Ferguson, 1941–1943
24. Martin F. Kortjohn, 1943–1945
25. V. Leon Belt, 1945–1947
26. Loyd B. Gettys, 1947–1949
27. M. Vernon Sheldon, 1949–1951
28. Joseph Moss, 1951–1953
29. J. Hewitt Judd, 1953–1955

1. Leonel C. Panosh, 1955–1957
2. Oscar H. Dodson, 1957–1961
3. C.C. Tim Shroyer, 1961–1963
4. Paul K. Anderson, 1963–1965
5. Matt H. Rothert, 1965–1967
6. Arthur Sipe, 1967–1969
7. Herbert M. Bergen, 1969–1971
8. John J. Pittman, 1971–1973
9. Virginia Culver, 1973–1975
10. Virgil Hancock, 1975–1977
11. Grover C. Criswell, Jr., 1977–1979
12. George D. Hatie, 1979–1981
13. Adna G. Wilde, Jr., 1981–1983
14. Q. David Bowers, 1983–1985
15. Florence M. Schook, 1985–1987
16. Stephen R. Taylor, 1987–1989
17. Kenneth L. Hallenbeck, Jr., 1989–1991
18. Edward C. Rochette, 1991–1993
19. Kenneth Bressett, 1993–1995
20. David L. Ganz, 1995–1997
21. Anthony Swiatek, 1997–1999
22. H. Robert Campbell, 1999–2001
23. John Wilson, 2001–2003
24. Gary E. Lewis, 2003–2005
25. William Horton, 2005–2007
26. Barry Stuppler, 2007–2009
27. Clifford Mishler, 2009–2011
28. Tom Hallenbeck, 2011–2013
29. Walter Ostromecki, 2013-

## YNA
La Young Numismatists of America è stata una organizzazione a carattere internazionale fondata nel 1990 in occasione del seminario estivo della ANA. Già dall'inizio, la YNA è stato un interessante strumento per i giovani numismatici per mettere i propri articoli in pubblicazione. Tuttavia, alla fine del 1996, molti dei fondatori della associazione erano oramai al college e non più in grado di collaborare. La YNA gradualmente perse la sua spinta e, nonostante vari tentativi di rivitalizzarla, ha cessato di esistere.

## Eventi numismatici
La ANA ha tenuto quasi ogni anno un proprio convegno fin dal 1891. Dal 1978 la cadenza è passata a due convegni all'anno. La ANA ha anche organizzato un terzo evento il 2011 e il 2012, ma ha annunciato nel maggio 2012 che questa esperienza non sarebbe proseguita nel 2013.
La ANA organizza anche il Summer Seminar, un'offerta di vari corsi che si tengono a Colorado Springs a metà-estate, in genere della durata di una settimana, tenuti da numismatici esperti.

### Sedi delle Convention della ANA
Le Convention della ANA si sono tenute nelle seguenti località.
| Anno | National Money Show (Primavera, se non indicato diversamente) | World's Fair of Money (Estate) |
| ---- | ------------------------------------------------------------- | ------------------------------ |
| 2015 | Portland                                                      | Chicago                        |
| 2014 | Atlanta                                                       | Chicago                        |
| 2013 | New Orleans                                                   | Chicago                        |
| 2012 | Primavera: Denver; Autunno: Dallas                            | Filadelfia                     |
| 2011 | Primavera: Sacramento; Fall: Pittsburgh                       | Chicago                        |
| 2010 | Ft. Worth                                                     | Boston                         |
| 2009 | Portland                                                      | Los Angeles                    |
| 2008 | Phoenix                                                       | Baltimora                      |
| 2007 | Charlotte                                                     | Milwaukee                      |
| 2006 | Atlanta                                                       | Denver                         |
| 2005 | Kansas City                                                   | San Francisco                  |
| 2004 | Portland                                                      | Pittsburgh                     |
| 2003 | Charlotte                                                     | Baltimora                      |
| 2002 | Jacksonville                                                  | New York                       |
| 2001 | Salt Lake City                                                | Atlanta                        |
| 2000 | Ft. Lauderdale                                                | Filadelfia                     |
| 1999 | Sacramento                                                    | Chicago                        |
| 1998 | Cincinnati                                                    | Portland                       |
| 1997 | Cleveland                                                     | New York                       |
| 1996 | Tucson                                                        | Denver                         |
| 1995 | Atlanta                                                       | Anaheim                        |
| 1994 | New Orleans                                                   | Detroit                        |
| 1993 | Colorado Springs                                              | Baltimora                      |
| 1992 | Dallas                                                        | Orlando                        |
| 1991 | Dallas                                                        | Chicago                        |
| 1990 | San Diego                                                     | Seattle                        |
| 1989 | Colorado Springs                                              | Pittsburgh                     |
| 1988 | Little Rock                                                   | Cincinnati                     |
| 1987 | Charlotte                                                     | Atlanta                        |
| 1986 | Salt Lake City                                                | Milwaukee                      |
| 1985 | San Antonio                                                   | Baltimora                      |
| 1984 | Colorado Springs                                              | Detroit                        |
| 1983 | Tucson                                                        | San Diego                      |
| 1982 | Colorado Springs                                              | Boston                         |
| 1981 | Honolulu                                                      | New Orleans                    |
| 1980 | Albuquerque                                                   | Cincinnati                     |
| 1979 |                                                               | Saint Louis                    |
| 1978 | Colorado Springs                                              | Houston                        |
| 1977 |                                                               | Atlanta                        |
| 1976 |                                                               | New York                       |
| 1975 |                                                               | Los Angeles                    |
| 1974 |                                                               | Miami                          |
| 1973 |                                                               | Boston                         |
| 1972 |                                                               | New Orleans                    |
| 1971 |                                                               | Washington                     |
| 1970 |                                                               | Saint Louis                    |
| 1969 |                                                               | Filadelfia                     |
| 1968 |                                                               | San Diego                      |
| 1967 |                                                               | Miami                          |
| 1966 |                                                               | Chicago                        |
| 1965 |                                                               | Houston                        |
| 1964 |                                                               | Cleveland                      |
| 1963 |                                                               | Denver                         |
| 1962 |                                                               | Detroit                        |
| 1961 |                                                               | Atlanta                        |
| 1960 |                                                               | Boston                         |
| 1959 |                                                               | Portland                       |
| 1958 |                                                               | Los Angeles                    |
| 1957 |                                                               | Filadelfia                     |
| 1956 |                                                               | Chicago                        |
| 1955 |                                                               | Omaha                          |
| 1954 |                                                               | Cleveland                      |
| 1953 |                                                               | Dallas                         |
| 1952 |                                                               | New York                       |
| 1951 |                                                               | Phoenix                        |
| 1950 |                                                               | Milwaukee                      |
| 1949 |                                                               | San Francisco                  |
| 1948 |                                                               | Boston                         |
| 1947 |                                                               | Buffalo                        |
| 1946 |                                                               | Davenport                      |
| 1945 |                                                               | non indetta                    |
| 1944 |                                                               | Chicago                        |
| 1943 |                                                               | Chicago                        |
| 1942 |                                                               | Cincinnati                     |
| 1941 |                                                               | Filadelfia                     |
| 1940 |                                                               | Detroit                        |
| 1939 |                                                               | New York                       |
| 1938 |                                                               | Columbus                       |
| 1937 |                                                               | Washington                     |
| 1936 |                                                               | Minneapolis                    |
| 1935 |                                                               | Pittsburgh                     |
| 1934 |                                                               | Cleveland                      |
| 1933 |                                                               | Chicago                        |
| 1932 |                                                               | Los Angeles                    |
| 1931 |                                                               | Cincinnati                     |
| 1930 |                                                               | Buffalo                        |
| 1929 |                                                               | Chicago                        |
| 1928 |                                                               | Rochester                      |
| 1927 |                                                               | Hartford                       |
| 1926 |                                                               | Washington                     |
| 1925 |                                                               | Detroit                        |
| 1924 |                                                               | Cleveland                      |
| 1923 |                                                               | Montréal                       |
| 1922 |                                                               | New York                       |
| 1921 |                                                               | Boston                         |
| 1920 |                                                               | Chicago                        |
| 1919 |                                                               | Filadelfia                     |
| 1918 |                                                               | non indetta                    |
| 1917 |                                                               | Rochester                      |
| 1916 |                                                               | Baltimora                      |
| 1915 |                                                               | San Francisco                  |
| 1914 |                                                               | Springfield                    |
| 1913 |                                                               | Detroit                        |
| 1912 |                                                               | Rochester                      |
| 1911 |                                                               | Chicago                        |
| 1910 |                                                               | New York                       |
| 1909 |                                                               | Montréal                       |
| 1908 |                                                               | Filadelfia                     |
| 1907 |                                                               | Columbus                       |
| 1906 |                                                               | non indetta                    |
| 1905 |                                                               | non indetta                    |
| 1904 |                                                               | Saint Louis                    |
| 1903 |                                                               | non indetta                    |
| 1902 |                                                               | non indetta                    |
| 1901 |                                                               | Buffalo                        |
| 1900 |                                                               | non indetta                    |
| 1899 |                                                               | non indetta                    |
| 1898 |                                                               | non indetta                    |
| 1897 |                                                               | non indetta                    |
| 1896 |                                                               | non indetta                    |
| 1895 |                                                               | Washington                     |
| 1894 |                                                               | Detroit                        |
| 1893 |                                                               | Chicago                        |
| 1892 |                                                               | Pittsburgh                     |
| 1891 |                                                               | Chicago                        |

## Farran Zerbe Memorial Award
Il Farran Zerbe Memorial Award è il premio più importante conferito dalla ANA. È assegnato in riconoscimento di una carriera pluriennale eccezionale, dedicata alla numismatica. Il premio è riservato ai membri dell'associazione.

## Numismatic Hall of Fame
Per perpetuare e custodire la memoria dei più importanti numismatici di tutti i tempi, la American Numismatic Association ha creato la "Numismatic Hall of Fame", ospitata nella sua sede principale a Colorado Springs.
L'idea della Numismatic Hall of Fame, realizzatasi nell'agosto del 1964, è il frutto di una proposta da Jack W. Ogilvie, autore di film di Hollywood che ha collaborato alla ANA come storico dal 1950 al 1970.
Statuto e regolamento furono elaborati in quell'anno e i primi a esservi ammessi furono scelti nel 1969. Un altro gruppo fu scelto nel 1970, e altri seguirono con cadenza biennale. L'ANA e molti associazioni numismatiche locali sponsorizzano alcune borse di studio per differire alcuni costi per alcuni studenti.